# Municipio de Menz
El municipio de Menz (en inglés: Menz Township) es un municipio ubicado en el condado de Sioux en el estado estadounidense de Dakota del Norte. En el año 2010 tenía una población de 28 habitantes y una densidad poblacional de 0,23 personas por km².

## Geografía
El municipio de Menz se encuentra ubicado en las coordenadas 45°59′56″N 101°55′42″O / 45.99889, -101.92833. Según la Oficina del Censo de los Estados Unidos, el municipio tiene una superficie total de 121.05 km², de la cual 120,96 km² corresponden a tierra firme y (0,08 %) 0,09 km² es agua.

## Demografía
Según el censo de 2010, había 28 personas residiendo en el municipio de Menz. La densidad de población era de 0,23 hab./km². De los 28 habitantes, el municipio de Menz estaba compuesto por el 100 % blancos. Del total de la población el 0 % eran hispanos o latinos de cualquier raza.